# Imlay
Imlay é uma região censitária no condado de Pershing, estado do Nevada, no Estados Unidos. Apesar do número reduzido de habitantes, possui uma escola primária, uma loja, estação de correios e um entreposto comercial.   Segundo o censo levado a cabo em 2010, a região censitária tem uma população de 171 habitantes.
Fica nas proximidades de uma vila ferroviária. Existem ainda ali uma série de estranhos  edifícios chamados Thunder Mountain Monument. Essas estruturas foram edificadas como monumento à cultura nativa americana por um veterano da Segunda Guerra Mundial que se chamou a si mesmo de Thunder.
Whad'Ya Know? um programa da rádio pública "Wisconsin Public Radio", apresentado por Michael Feldman classificou Imlay como "Town of the Week" (" A vila da semana") no seu programa emitido em  5 de dezembro de 2009.Eles mencionaram Thunder Mountain Monument como uma das principais monumentos da área.

## Geografia
Imlay fica na região norte do condado de Pershing, ao longo da Interstate 80, com acess oda Exit 145. A vila fica localizada a 55 quilómetros de Winnemucca e a 64 quilómetros a nordeste de Lovelock. O  rio Humboldt  banha parte da região censitária.
De acordo com o U.S. Census Bureau, a região censitária de Imlay tem uma área de 89,4 km2, todos de terra.